# Cachoeira da Prata
Cachoeira da Prata är en kommun i Brasilien.   Den ligger i delstaten Minas Gerais, i den sydöstra delen av landet, 600 km sydost om huvudstaden Brasília. Antalet invånare är 3 654.
Omgivningarna runt Cachoeira da Prata är huvudsakligen savann. Runt Cachoeira da Prata är det glesbefolkat, med 20 invånare per kvadratkilometer.